# Amphichaetodon melbae
Amphichaetodon melbae is een  straalvinnige vissensoort uit de familie van koraalvlinders (Chaetodontidae). De wetenschappelijke naam van de soort is voor het eerst geldig gepubliceerd in 1978 door Burgess & Caldwell.
De soort staat op de Rode Lijst van de IUCN als Onzeker, beoordelingsjaar 2009.